# Прутцков, Владимир Григорьевич
Влади́мир Григо́рьевич Прутцко́в (литературный псевдоним Владимир Кашаев) (16 июня 1940 — 31 марта 1991) — русский советский писатель-сатирик, поэт, автор текстов песен. Член Союза писателей СССР с 1978 г., лауреат Международного конкурса юмористических рассказов «Алеко» в Болгарии (Габрово, 1974, 1988), премии журнала «Огонёк» (1973), премии «Золотой телёнок» «Литературной Газеты» («Клуба 12 стульев») (1974), неоднократный участник телепередачи «Вокруг смеха».

## Биография
Родился 16 июня 1940 г. в Москве в семье кадрового военного, подполковника Григория Яковлевича Шапиро (погиб в 1942 году). Мать, Серафима Фёдоровна Прутцкова, работала врачом-хирургом, заместителем главного врача ГКБ № 29 г. Москвы.
В 1957 г. поступил на физико-математический факультет Московского государственного педагогического института имени Ленина, по окончании которого работал учителем средней школы. С октября 1959 г. печатался в московской и центральной прессе. С начала 1960-х гг. под фамилией В. Шапиро активно выступал как поэт-песенник. Наиболее известными были песни «Федя» (1961), «Лысина», «Не падай духом!», «Туристская дорожная» (1962), «Студенческая распределенческая» (1963), «Зверская» (1964), «Курочка Ряба» (1965), «Начинающий турист» (1966). Музыку к песням сочинял композитор и бард Анатолий Загот.
С февраля 1964 до осени 1967 г. заведовал отделом сатиры и юмора в газете «Советский спорт», писал статьи, фельетоны, юмористические рассказы, литературные пародии, эпиграммы в соавторстве с Михаилом Кагановским. Публикации подписывали псевдонимом Владимир и Михаил Кашаевы (по первым двум буквам фамилий Кагановский и Шапиро). С 1967 г., из-за отъезда М. Кагановского в Израиль, творческий союз распался, и в дальнейшем Прутцков работал под псевдонимом Владимир Кашаев.
Осенью 1967 г. был принят в профессиональный комитет литераторов при издательстве «Советский писатель». Его рассказы регулярно печатались в газетах «Труд», «Комсомольская правда», «Советский спорт», «Неделя», «Футбол-Хоккей», «Литературная газета», «Московский комсомолец», «Вечерняя Москва», журналах «Юность», «Огонёк», «Крокодил» (внештатным корреспондентом которого он состоял с 1971 г.) и др.
В 1968 году женился на Наталье Степановне Широкой. Дети — преподаватель Григорий Прутцков (род. 1970), журналист Ирина Прутцкова (в замужестве Кадыкова, 1972—2016).
В 1971 г. В. Кашаев предложил творческий союз Николаю Львовичу Елинсону (1921—2007), который работал в то время директором Литературного фонда СССР, а затем заведующим отделом юмора и сатиры в журнале «Москва». За двадцать лет вышли в свет двенадцать книг Николая Елина и Владимира Кашаева. Кроме того, многие повести и рассказы Н. Елина и В. Кашаева, не вошедшие в отдельные книги, публиковались в журналах «Огонёк», «Крокодил», «Москва», сборниках «Приключения», различных антологиях сатиры, юмора и др. Некоторые произведения опубликованы за подписью Владимир Прутцков.
С 1967 г. юмористические рассказы В. Кашаева регулярно передавались по Центральному радио. В 1970-е гг. Н. Елин и В. Кашаев — авторы сценария ряда сюжетов Всесоюзного сатирического киножурнала «Фитиль».
За три десятилетия творческой деятельности Владимир Прутцков провёл несколько тысяч выступлений и встреч с читателями по линии Бюро пропаганды художественной литературы Союза писателей СССР в различных регионах страны: от Кольского полуострова до Камчатки.
Многие произведения Н. Елина и В. Кашаева переведены на английский, немецкий, французский, болгарский, польский, чешский, словацкий и другие иностранные языки.
Значительное литературное наследие Владимира Кашаева остаётся неизданным.
Умер 31 марта 1991 г. в Москве после тяжёлой, продолжительной болезни (лимфогранулематоз) и похоронен на Родниковском кладбище в посёлке Родники Раменского района Московской области.

## Произведения
В соавторстве с Н. Елиным:
- Иван Стебельков — спортивная душа: Всевозможные истории, истинные и маловероятные, изложенные в письмах друг к другу и дополненные забавными рисунками. М., Физкультура и спорт, 1973. Тираж 75 000 экз. (Эта книга была переведена на армянский язык и в 1977 г. опубликована в г. Ереване, тираж 20 000 экз.).
- Фантастические способности: Юмористические рассказы. М., Правда, 1974. Тираж 100 000 экз. (Библиотека журнала «Огонёк», № 21).
- Заглянуть в душу. М., Советская Россия, 1975. Тираж 63 285 экз. (Библиотека «В помощь художественной самодеятельности», № 4).
- Я работаю атлантом. М., Правда, 1977. Тираж 75 000 экз. (Библиотека журнала «Крокодил», № 5).
- Цирк улыбается: Юмористические рассказы. М., Правда, 1978. Тираж 100 000 экз. (Библиотека журнала «Огонёк», № 37).
- Лыжи, бабушка и я: Маленькая повесть, состоящая из трёх писем и одной телеграммы и рассказывающая про маленького мальчика и про его бабушку, ставшую чемпионкой второго класса «В» по лыжам. М., 1981. Тираж 100 000 экз.
- Сутки начинаются в полночь: Весёлые истории о том, что было, чего не было и чего быть не могло. М., Советская Россия, 1982. Тираж 50 000 экз.
- Ошибка Мефистофеля: Повести, рассказы. М., Советский писатель, 1984. Тираж 30 000 экз.
- Спортивная душа: Сатирические повести, юмористические рассказы и литературные пародии на спортивные темы. М., Физкультура и спорт, 1985. Тираж 100 000 экз.
- Голубая с каёмочкой… М., Правда, 1985. Тираж 75 000 экз. (Библиотека журнала «Крокодил», № 15).
- В духе времени. М., Правда, 1990. Тираж 75 000 экз. (Библиотека журнала «Крокодил», № 20).